# Encorafenib
L'encorafenib est un médicament anticancéreux, vendu sous la marque Braftovi.

## Mode d'action
Il s'agit d'un inhibiteur de kinase qui bloque la protéine BRAF,.

## Usage médical
L'encorafenib est un médicament utilisé pour traiter le mélanome et le cancer colorectal . Plus précisément, il est utilisé dans les cas où la mutation BRAF V600E ou V600K est positive et ne peut pas être retirée par chirurgie. Le médicament est pris par voie orale.

## Effets secondaires
Les effets secondaires de ce médicament  comprennent la fatigue, les nausées, la diarrhée, les douleurs abdominales, les éruptions cutanées ou les douleurs articulaires. D'autres effets secondaires peuvent inclure des saignements, une uvéite, un allongement de l'intervalle QT ou d'autres cancers. Chez les personnes souffrant de problèmes hépatiques mineurs, une dose plus faible doit être utilisée. L'utilisation de ce médicament pendant la grossesse peut nuire au fœtus.

## Histoire
Le médicament a été approuvé pour un usage médical aux États-Unis et en Europe en 2018,. Au Royaume-Uni, pendant 4 semaines, cela coûte au NHS environ 5 600 livres sterling à partir de 2021. Aux États-Unis, ce montant coûte environ 12 400 dollars américains .